# Gregorio de Laferrère
Gregorio de Laferrère (Buenos Aires, 8 de marzo de 1867-30 de noviembre de 1913) fue un político y dramaturgo argentino.

## Primeros años
Su madre era Mercedes Pereda, perteneciente a una distinguida familia argentina y su padre fue Alfonso de Laferrère, un hacendado francés de sólida fortuna. Su raigambre francesa tenía origen en Navarrenx y su familia era de origen noble. Creció con sus tres hermanos en un hogar que estaba ligado con las más prestigiosas familias del país. Cursó sus estudios secundarios en el Colegio Nacional Buenos Aires, sin destacarse como alumno pero mostrándose interesado por la lectura.
En 1888 se inició en periodismo con El Fígaro, que fundó con su joven amigo Adolfo Mugica. En ese periódico de carácter satírico que se publicó durante cinco años escribía con el seudónimo de Abel Stewart Escalada.
En 1889 viajó con su familia al país de origen de su padre, Francia, que celebraba el centenario de la toma de la Bastilla con una gran Exposición Internacional en París y allí su padre se enfermó y murió. En aquel viaje fue asiduo espectador de las piezas de Molière interpretadas por la Comédie y se familiariza con el género del vodevil que influiría en su obra.

## Iniciación en la política y el periodismo
Regresó a Buenos Aires en 1890 y se dedicó a la actividad política en las filas del autonomismo porteño, junto a su amigo José María Miró, autor de la novela La Bolsa con el seudónimo de Julián Martel.
En 1891 fue elegido como primer intendente de la comuna de Morón (hasta entonces el cargo se denominaba Presidente de la Municipalidad), donde residía entonces. Para asumir el cargo, que ejerció durante algunos meses, sin ser interceptado por sus adversarios políticos, no vaciló en disfrazarse de «grave señor con luengas barbas, lentes ahumados, negra levita ceñida al cuerpo y lustroso y alto sombrero de copa» (Martínez Cuitiño) y atravesar así los grupos opositores y, despojándose del disfraz, firmar tranquilamente el acta de asunción.
Un año más tarde, en 1892 se acercó al radicalismo de Hipólito Yrigoyen, sin enrolarse en el movimiento, en busca de una depuración del viciado clima político de la época.
En 1893 resultó elegido diputado provincial en la Legislatura de Buenos Aires, por un período de cinco años. Organizó el Partido Nacional Independiente en 1897, desprendimiento del Partido Nacional. En 1898 fue elegido diputado nacional por el distrito electoral de Buenos Aires, cargo que ocupó por reelecciones sucesivas hasta 1908. En 1903 fundó la Asociación Popular («De nadie y para todos» era su enigmático lema), agrupación partidaria desde la cual lanza candidaturas, que instaló en la acera de enfrente del Círculo de Armas, el club más exclusivo de Buenos Aires, al que pertenecía. Allí a diario atendía a decenas de solicitantes. Sobre todo, según Enrique García Velloso, «a mujeres, que iban a pedirle dinero y su influencia sobre el jefe de policía, don [Pancho Beazley], para que largasen al deudo que la noche anterior se había desgraciado en alguna trastienda de almacén suburbano». Se atribuye a Belisario Roldán el haber dicho que frente al Círculo de Armas, Laferrère había puesto el «círculo de armas... llevar».
Era, esencialmente, un político conservador pero no ajeno a las inquietudes sociales de su tiempo. Su gusto por el teatro (tenía un palco permanente en el viejo San Martín de la calle Esmeralda, y frecuentaba muchas otras salas porteñas, noche tras noche) lo llevaba a practicarlo. Elegantísimo («siempre de punta en blanco», lo describe Blanca Podestá) de piel un poco oscura, apuesto, enarcadas las guías del bigote breve, muy simpático.
En 1908 con apoyo estatal fundó el Conservatorio Lavardén (homenaje al autor de la tragedia Siripo, de 1789), primero en su género en el país, con un notable equipo de profesores que incluía a la actriz Angelina Pagano, a los que en un momento se agregó la famosa actriz francesa Marguerite Moreno, destinado a la formación de actores nacionales.
El 4 de mayo de 1911, Gregorio de Laferrère —junto a Pedro Luro y Honorio Luque— fundaron la ciudad de Gregorio de Laferrere en el partido de La Matanza, a 24 km de la Ciudad de Buenos Aires.

## Su dramaturgia

### «¡Jettatore!»

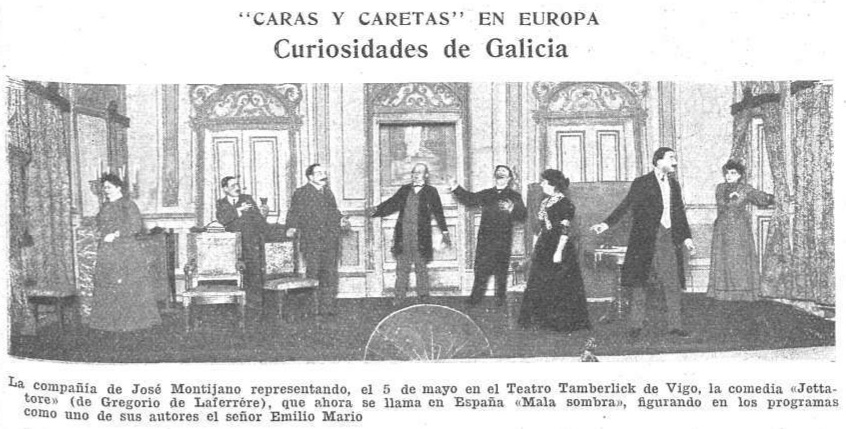
Representación de ¡Jettatore! en el Teatro Tamberlick de Vigo.

Desde su juventud Laferrère cultivó las letras en el género de la novela pero como no lo hacía públicamente la aparición de su primera obra fue una sorpresa en el ambiente de la aristocracia porteña al que pertenecía. Su primera obra teatral fue ¡Jettatore! una comedia en tres actos que, según el mismo autor, la escribió por humorada y sin imaginarse que alguna vez sería representada. Un día, también por broma, se la leyó a un amigo quien le insistó a enviarla al teatro de la Comedia donde actuaba la compañía de Gerónimo Podestá, lo que hizo sin revelar que era el autor. La obra fue rechazada por «irrepresentable» pero meses más tarde otro amigo, Mariano de Vedia, la hizo llegar nuevamente y esta vez fue aceptada y estrenada el 14 de mayo de 1902 por la compañía Podestá.
La función de estreno fue un acontecimiento social que tuvo en un palco al presidente de la Nación, general Julio Argentino Roca y además contó con un público que no era asiduo concurrente a las funciones de compañías nacionales.
¡Jettatore! fue caracterizado por el crítico e investigador Luis Ordaz como un vodevil con tema ingenuo pero desarrollado con mano diestra y desbordante de humor satírico aunque sin caer nunca en lo burdamente caricaturesco. Es la caricatura de la superstición que atribuye a ciertos individuos una funesta influencia magnética; superstición muy difundida entonces en Buenos Aires, especialmente en los clubes. El autor había leído un cuento análogo de Théophile Gautier, que es citado en la segunda escena de la obra por un protagonista, pero «Laferrère ha tomado casi todos los elementos pintorescos de la realidad de nuestro ambiente. Don Lucas, protagonista inocente de cien tragedias, es el personaje central, ligado a la obra por una tenue fábula de amor, y rodeado por numerosas personas de su amistad, en quienes se realizan episodios casuales o fatales que crean en torno de Don Lucas una atmósfera de hilaridad o de terror».

### «Locos de verano»
Locos de verano fue estrenada el 6 de mayo de 1905 en el Teatro Argentino, por la compañía de Gerónimo Podestá. De acuerdo con el especialista Marcos Mayer, que prologa la edición de las obras completas de Gregorio de Laferrère, el autor

Caracteriza a los veintinueve personajes de la pieza a partir de un rasgo fundamental, que le sirve para hacer una crítica de las costumbres porteñas de principio de siglo. Son estereotipos construidos mediante una manía: el coleccionismo, los autógrafos, el juego, la fotografía, la poesía, el uso de los cosméticos, la filatelia o la oratoria. Y si hay un conflicto en la obra es la lucha del sentido común contra esas manías que no son sino los nuevos hábitos que va incorporando, en su proceso de modernización, la sociedad argentina. La locura de verano de cada uno de los personajes produce una especie de automatismo y aislamiento; cada uno de ellos vive en el mundo encerrado en su propia manía y de allí nace el efecto cómico de la obra: la respuesta incomunicada de cada personaje dominado por la moda elegida, comicidad acentuada por la velocidad tanto en los diálogos como en los movimientos escénicos.
Marcos Mayer

Esta encantadora comedia de costumbres que se ha convertido en otro clásico del teatro nacional fue recibida por la crítica con reservas, como obra de un gran señor mundano que escribía para la escena por hobby, sin tomar su labor en serio. Se equivocaba: el público la aclamó desde el comienzo y la siguió cuando fue trasladada al Rivadavia; tuvo ochenta representaciones consecutivas, algo inusitado en la época.

### «Bajo la garra»
Bajo la garra lo estrenó la compañía de Gerónimo Podestá el 23 de mayo de 1906 en el Teatro Argentino.
Trata sobre la maledicencia en ciertos círculos sociales. Sin saberse quién la inventó corre entre los concurrentes a un club la especie que atribuye un amante a la esposa de un consocio. Al ir circulando va aumentando en gravedad y detalles hasta llegar a oídos del supuesto ofendido. En el tercer acto, ya la pareja en la soledad de su hogar, se precipita el final trágico. Ha dicho Ricardo Rojas sobre esa obra «compuesta, sobre todo en el primer acto, por los mismos procedimientos superficialmente descriptivos de las otras piezas, la obra va adquiriendo densidad psicológica y seriedad dramática —vale decir, la tercera dimensión— a medida que la acción progresa.»

### «Las de Barranco»
El 24 de abril de 1908 se presentó Las de Barranco, en el Teatro Moderno (hoy Liceo), por el elenco del Conservatorio Labardén. Se trata de una comedia tragicómica, en la cual ronda el grotesco todo el tiempo; el capitán Barranco ha muerto y su viuda y las tres hijas tratan de sobrevivir con la exigua pensión del gobierno. La viuda no vacila en apañar a festejantes generosos de sus hijas e, incluso, a solicitarles regalos en su nombre en tanto desalienta a quienes podrían interesarse pero que carecen de recursos. Cada hija aparece descrita con sus propias características: Pepa y Manuela adaptadas a la voluntad de la madre y Carmen, la más bella y lúcida, reticente a las manipulaciones maternas. Doña María fracasará finalmente en retenerla en su casa como carnada de su anzuelo porque se escapa con su novio.
Los temas de la obra son la soledad, la angustia, la desesperanza, el fingimiento, las tensiones entre los miembros, la necesidad de mantener «apariencias» ante la mirada de los demás, la hipocresía. A través de las diversas situaciones de la obra nos hallamos ante un retrato minucioso de los convencionalismos sociales, las premisas morales que no siempre se pueden defender, las estrategias del disimulo, la aceptación de la humillación y la lenta degradación de una familia. La obra disfrutó de un inmenso éxito para la época, llegando a las ciento cuarenta representaciones consecutivas. La dirección de la obra de cuatro actos estuvo a cargo de Alfredo Duhau. En 1921 Las de Barranco fue estrenada en París.
Las de Barranco fue inspirada, al parecer, por la familia propietaria de una pensión en La Plata, en la que el autor residió en su juventud. Al comienzo era apenas un monólogo para el beneficio de la célebre actriz cómica Orfilia Rico, titulado Reíte un poco. La Rico vio las posibilidades del tema e insistió en que el autor lo ampliase. Así fue: el elenco original comprendió a la protagonista y, entre otros, a María Gámez, Lea Conti, Francisco Ducasse, Carola Heredia y un debutante de 15 años, Enrique Serrano. Llegó -cosa inusitada para la época- a las 115 representaciones y desde entonces se la repone a menudo, siempre con éxito.
El crítico Ernesto Schoo ha dicho sobre esta obra, considerada una pieza maestra en el desarrollo de la dramaturgia local:

Tal vez si Laferrère hubiera nacido y escrito en la patria de su padre —Alfonso de Laferrère, un inmigrante francés que prosperó en los años de oro de la Argentina—, su protagonista inmortal, doña María Barranco, tendría hoy el prestigio mundial de la Célimène de El misántropo, de Molière. ¿Por qué no? Tanta humanidad, tanta verdad artística tiene doña María como esa criatura de la Francia del siglo XVII. Como ella, trasciende a los años y se instala en el imaginario de los arquetipos reiterados en todo tiempo y lugar. Hubo doñas Marías en los imperios antiguos y las habrá en las galaxias del futuro, mientras la especie humana siga respondiendo a su patrón biológico ancestral. Y, a la vez, es tan profundamente criolla, porteña y argentina como para ser simultáneamente rechazada y compadecida por sus compatriotas. La reconocemos como nuestro prójimo y advertimos, no sin el espanto de que habló Borges, que su drama existencial (casi una tragedia) sigue teniendo vigencia aquí, un siglo después.
Ernesto Schoo

### «Los invisibles»
El 27 de agosto de 1911 se hizo la puesta de Los invisibles, en el Teatro Moderno, por la compañía de Pablo Podestá. Es la comedia del espiritismo ingenuamente adoptado por la credulidad de don Ramón, que introduce en su propia casa. Convence a su amigo López que tiene poderes de médium, realiza sesiones en su casa, interpreta los gestos, los ruidos y sugestiona a todos los que lo rodean. Por su atención al espiritismo lleva su negocio al descalabro, riñe con su socio. Como cree que una tía muerta le ha dicho que en una vida anterior mató al novio de su hija le obliga a romper su compromiso. Finalmente, en razón de lo que ha oído López da por muerto a su cuñado José que se había ausentado a Montevideo y del que se carecía de noticias y cuando ya todos visten de luto termina la pieza cuando el mismo regresa vivo ante el estupor de todos.

## Muerte
Gregorio de Laferrère falleció en Buenos Aires el 30 de noviembre de 1913, luego de un breve período de enfermedad

## Sus obras en el cine
Además de haberse continuado representando en teatros, tres de sus obras fueron llevadas al cine, ellas son ¡Jettatore!, Las de Barranco y Locos de verano.